# Canal 11 (Costa Rica)
El Canal 11 de Costa Rica es una estación de televisión abierta costarricense, propiedad de Repretel desde 1996. Fue la primera emisora propiedad y operada por el grupo Repretel en Costa Rica.

## Historia
Repretel compró la estación al rival Teletica, debido a una mala gestión de la compañía de arrendamiento que opera la estación, lo que obligó a la venta; Repretel estaba creciendo rápidamente, alquilando los canales 9 y 6; se convirtió en la primera estación de televisión de propiedad y operación en Costa Rica.
En 1996, Canal 11 retransmitió brevemente el Canal 6. El 1 de marzo de 1997, el canal volvió a ser independiente, transmitiendo un horario que consistía principalmente en dibujos animados y telenovelas importados. El 9 de junio de 2003, el canal intercambió horarios con Repretel 4 y cambió el enfoque al entretenimiento latinoamericano, incluyendo noticias y programas de variedades de Telemundo y Univision.
En julio de 2011, crea una adaptación de Combate Ecuador llamado Combate Costa Rica en donde duró 5 años con un alto índice de audiencia similar al programa A todo dar, transmite en TDT en el canal físico 11.1 y en las distintas empresas de TV por suscripción del país.

## Programación
Canal 11 es la segunda estación con mayor importancia de Grupo Repretel su programación se enfoca en producciones propias e internacionales de las cadenas TelevisaUnivision, Telemundo, Caracol Televisión, TV Azteca, Telefe, América Televisión, TVN, RCN Televisión y Venevisión además de diversos eventos deportivos de diferentes competiciones de Concacaf y partidos oficiales y amistosos internacionales de la Selección Nacional de Costa Rica.
También transmite programas de Central de Radios como 120 minutos y programas familiares de producción propia como Las Historias.